# Charlotte Burgess
Charlotte Burgess, född 25 januari 1987, är en brittisk bågskytt. Hon deltog vid olympiska sommarspelen 2008.